# Liste der Kulturdenkmäler in Langenbach bei Kirburg
In der Liste der Kulturdenkmäler in Langenbach bei Kirburg sind alle Kulturdenkmäler der rheinland-pfälzischen Ortsgemeinde Langenbach bei Kirburg aufgeführt. Grundlage ist die Denkmalliste des Landes Rheinland-Pfalz (Stand: 21. Dezember 2021).

## Einzeldenkmäler
| Bezeichnung | Lage                | Baujahr                            | Beschreibung                                                               | Bild                           |
| ----------- | ------------------- | ---------------------------------- | -------------------------------------------------------------------------- | ------------------------------ |
| Quereinhaus | Hauptstraße 7 Lage  | vor 1826                           | Quereinhaus, verkleidet, wohl vor 1826                                     | weitere Bilder Fotos hochladen |
| Quereinhaus | Hauptstraße 22 Lage | 18. Jahrhundert                    | Fachwerk-Quereinhaus, teilweise verkleidet, 18. Jahrhundert                | weitere Bilder Fotos hochladen |
| Brunnen     | Poststraße Lage     | zweite Hälfte des 19. Jahrhunderts | gusseiserner Laufbrunnen, wohl aus der zweiten Hälfte des 19. Jahrhunderts | weitere Bilder Fotos hochladen |